# Lipstick (låt av Jedward)
Lipstick är en låt framförd av den irländska duon Jedward. Låten representerade Irland vid Eurovision Song Contest 2011 i Düsseldorf, Tyskland och kom på åttonde plats i finalen.  I finalen fick låten tre tolvor från Storbritannien, Danmark och Sverige. Låten är skriven och komponerad av  Dan Priddy, Lars Jensen och Martin Larson. I Sverige såldes den i över 120 000 exemplar på bara några dagar och i mitten av maj var det årets mest snabbast sålda låt i Sverige. Låten vann Marcel Bezençon Artistic Award som röstas fram av de 43 kommentatorer som kommenterade under hela eurovisionen.
Lipstick var från början skriven för en tjej att sjunga, men låten skrevs om så att den skulle passa för två killar att sjunga. Dan Priddy som skrev låten var även bakgrundssångare för tvillingarna under Eurovision Song Contest i Tyskland.
Musikvideon till Lipstick är inspelad och redigerad av Edward Grimes. Den spelades in i Paris som en video till deras youtube kanal, men blev senare den officiella videon.

## Spårlista
1. "Lipstick" (Radio Edit) - 2:55
2. "Lipstick" (Full Version) - 3:51
3. "Lipstick" (Instrumental) - 3:51

## Listplaceringar
| Lista (2011)   | Topplacering |
| -------------- | ------------ |
| Irland         | 1            |
| Schweiz        | 28           |
| Storbritannien | 40           |
| Sverige        | 11           |
| Tyskland       | 12           |
| Österrike      | 3            |